# Champenoux
Champenoux est une commune française de 1 247 habitants (2014) située dans le département de Meurthe-et-Moselle, en région Grand Est.

## Géographie

### Localisation
Champenoux est un village du nord-est de la France, situé dans le département de Meurthe-et-Moselle (54), à une quinzaine de kilomètres à l'est de Nancy, sa préfecture. Il s'agit d'une petite commune rurale de quelque 1 500 habitants.

### Hydrographie
La commune est dans le bassin versant du Rhin au sein du bassin Rhin-Meuse. Elle est drainée par l'Amezule et le ruisseau de l'Étang de la Bouzule,.
L'Amezule, d'une longueur de 19 km, prend sa source dans la commune de Erbéviller-sur-Amezule et se jette  dans la Meurthe à Champigneulles, après avoir traversé douze communes. 

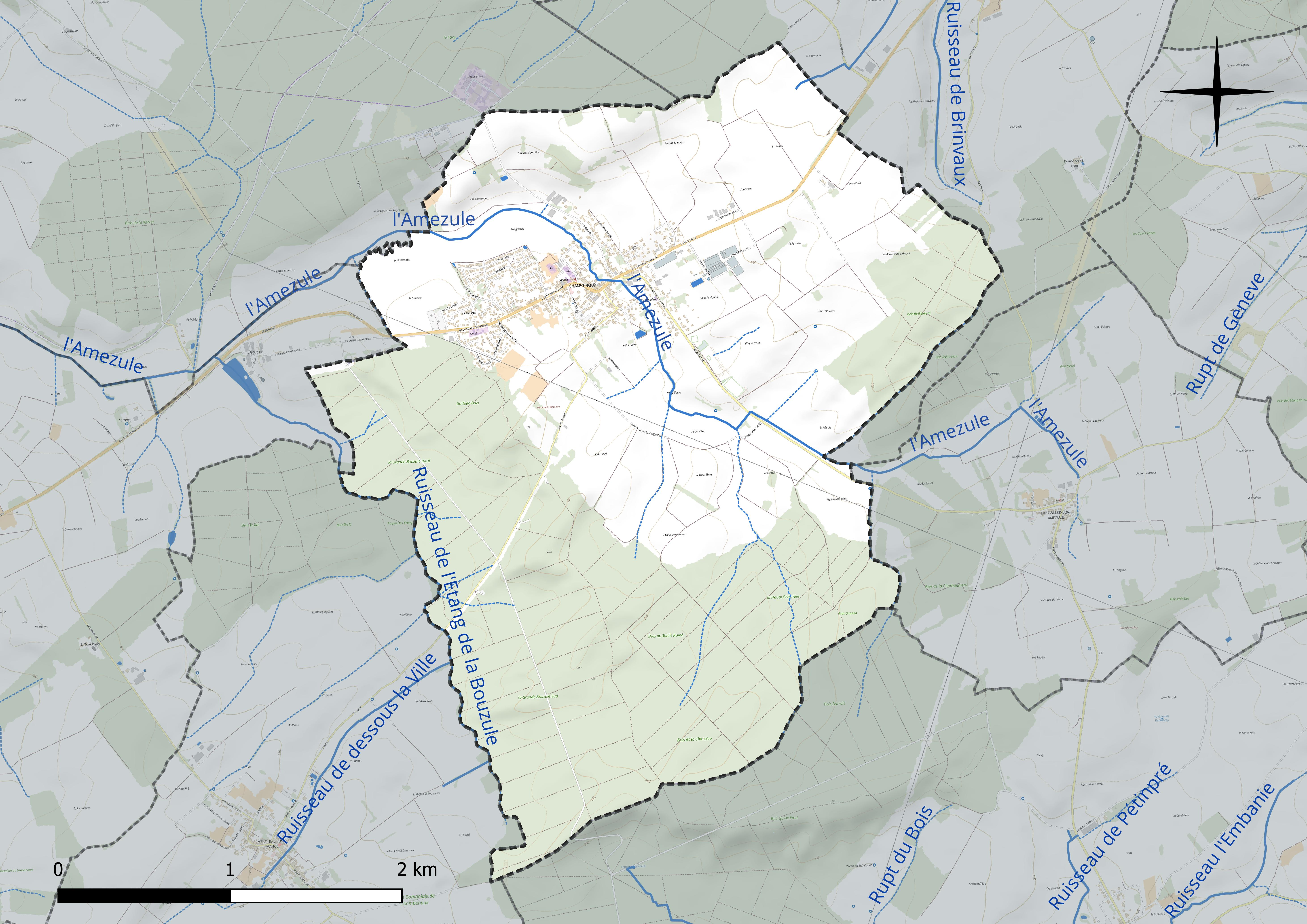
Réseau hydrographique de Champenoux.

### Climat
Pour des articles plus généraux, voir Climat du Grand Est et Climat de Meurthe-et-Moselle.
En 2010, le climat de la commune est de type climat océanique dégradé des plaines du Centre et du Nord, selon une étude du Centre national de la recherche scientifique s'appuyant sur une série de données couvrant la période 1971-2000. En 2020, Météo-France publie une typologie des climats de la France métropolitaine dans laquelle la commune est exposée à un climat semi-continental et est dans la région climatique  Lorraine, plateau de Langres, Morvan, caractérisée par un hiver rude (1,5 °C), des vents modérés et des brouillards fréquents en automne et hiver. 
Pour la période 1971-2000, la température annuelle moyenne est de 9,7 °C, avec une amplitude thermique annuelle de 16,8 °C. Le cumul annuel moyen de précipitations est de 777 mm, avec 11,5 jours de précipitations en janvier et 9,1 jours en juillet. Pour la période 1991-2020, la température moyenne annuelle observée sur la station météorologique de Météo-France la plus proche, « Nancy-Essey », sur la commune de Tomblaine à 12 km à vol d'oiseau, est de 11,0 °C et le cumul annuel moyen de précipitations est de 746,3 mm. 
La température maximale relevée sur cette station est de 40,1 °C, atteinte le 24 juillet 2019 ; la température minimale est de −24,8 °C, atteinte le 21 février 1956,,. 
Les paramètres climatiques de la commune ont été estimés pour le milieu du siècle (2041-2070) selon différents scénarios d'émission de gaz à effet de serre à partir des nouvelles projections climatiques de référence DRIAS-2020. Ils sont consultables sur un site dédié publié par Météo-France en novembre 2022.

## Urbanisme

### Typologie
Au 1er janvier 2024, Champenoux est catégorisée bourg rural, selon la nouvelle grille communale de densité à sept niveaux définie par l'Insee en 2022.
Elle est située hors unité urbaine. Par ailleurs la commune fait partie de l'aire d'attraction de Nancy, dont elle est une commune de la couronne,. Cette aire, qui regroupe 353 communes, est catégorisée dans les aires de 200 000 à moins de 700 000 habitants,.

### Occupation des sols
L'occupation des sols de la commune, telle qu'elle ressort de la base de données européenne d’occupation biophysique des sols Corine Land Cover (CLC), est marquée par l'importance des territoires agricoles (46,5 % en 2018), en diminution par rapport à 1990 (49,9 %). La répartition détaillée en 2018 est la suivante : forêts (45,8 %), terres arables (26,7 %), prairies (18 %), zones urbanisées (7,7 %), zones agricoles hétérogènes (1,8 %). L'évolution de l’occupation des sols de la commune et de ses infrastructures peut être observée sur les différentes représentations cartographiques du territoire : la carte de Cassini (XVIIIe siècle), la carte d'état-major (1820-1866) et les cartes ou photos aériennes de l'IGN pour la période actuelle (1950 à aujourd'hui).

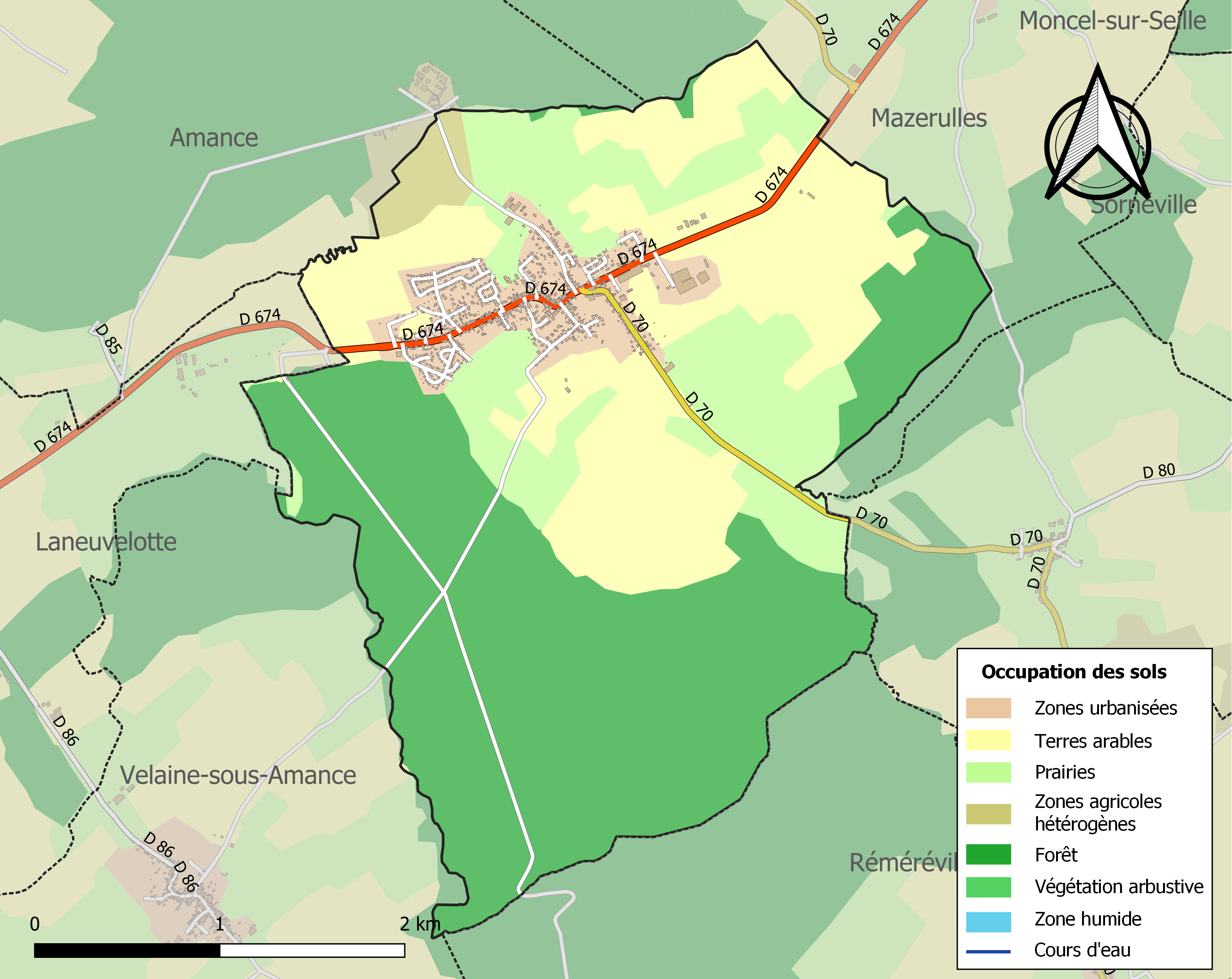
Carte des infrastructures et de l'occupation des sols de la commune en 2018 (CLC).

## Toponymie
Le nom de la localité est attesté sous les formes Campispinal (1210) ; Campus spinosus (1214) ; Chamspinous (1220) ; Champinos (1221) ; Champinous (1224) ; Champspenoins (1359) ; Champenou (1424) ; Champegnoul (1425) ; Champegneu (1485) ; Champenouz (1506) ; Champegnou (1510) ; Champenoult (1523) ; Champegnoulx (1537) ; Champeignou (1539) ; Champegnoult (1550) ; Champenou (1554) ; Champenoulx-soub-Amance (1596) ; Champenoulx (1600).
Campus spinosus  en 1214 peut se traduire par « Champ épineux ».

## Histoire

### Période gallo-romaine
Diverses découvertes archéologiques attestent la présence gallo-romaine sur le territoire communal.

### Moyen-Âge
Le fief de Champenoux relevait de la châtellenie d'Amance, bailliage de Nancy. En 1224, Arnoul, chevalier du Rup de Boulay, confirme la vente faite à l'abbaye de Saint-Epvre par Havide sa nièce de l'alleu qu'elle avait à Champenoux. Au Milieu du XIIIe siècle, un prieuré est fondé à Champenoux. Ses biens sont liés à ceux de l'abbaye de Saint-Epvre de Toul. En 1288, Vauthier, abbé de Saint-Epvre à Toul se retire au prieuré de Champenoux. En 1410, l'évêque de Toul rappelle la donation au prieuré de Champenoux faite par Beccelin, chevalier de Mazerulles, de tout ce qu'il avait "en la ville de Champenoux".

### Ancien régime
En 1500 puis 1511 : Mathieu de Lucy, seigneur du lieu, donne son dénombrement au duc de Lorraine pour ce qu'il possède à Champenoux. En 1523, des différends sont constatés entre le prévôt d'Amance et les religieux de Saint-Epvre à propos d'un bichet de blé que les habitants de Champenoux devaient au prévôt. En 1527, un jugement des assises de Nancy rendu contre les bénédictins de Saint-Epvre confirme les habitants de Champenoux dans leur possession de haies et pâturages contestée par les religieux. En 1529, Antoine de Marches et sa femme Ysabellon de Guermanges abandonnent à Hanus de Guermanges la terre de Champenoux. En 1541, Nicolas de Fours s'oppose aux religieux de Saint-Epvre à propos d'un gagnage qu'il possède à Champenoux. Le duc de Lorraine donna des lettres d'abolition à Nicolas de Fours qui resta propriétaire. En 1545, on dénombre 29 ménages. Des lettres patentes de 1562 permettent aux bénédictins de dresser carcan et pilori pour y attacher les malfaiteurs. En 1592, Jean de Haraucourt vend à Othon, "comte sauvage" du Rhin, une partie de la seigneurie de Champenoux. Le 16 juin de la même année, Othon revend son acquisition aux frères Dattel, d'Amance.

#### Un curieux privilège
En 1654, Ferry de Haraucourt et sa femme cèdent aux bénédictins de Saint-Epvre la vouerie de Champenoux, y compris le « droit de coup et rupt de galliot ». Ce surprenant privilège consiste à tirer par trois fois le jour de la Saint-Barthélémy des poulets et chapons sur les fumiers de Champenoux que les habitants ont obligation de lâcher ce jour précis. Le bailliage de Nancy confirma ce droit en 1754.
Le 29 octobre 1681, revenant d'Alsace, Louis XIV accompagné de la reine et de la cour s'arrête à Champenoux pour y dîner.
En 1695, monsieur Bourdon est régent d'eschole (instituteur) ce qui atteste la présence d'une école, au moins depuis cette date.
Les bénédictins de Saint-Epvre vendent à Marc-Antoine de Mahuet la totalité de la vouerie de Champenoux appelée Falck de Brin en 1703. En 1712 on ne compte plus que 50 habitants. En 1772, Jean-Dominique Robert, comte du Houx de Dombasle est mis en possession de la seigneurie vouée de Champenoux.

### Période révolutionnaire
En 1790, Champenoux devient chef-lieu de canton.

### Époque moderne

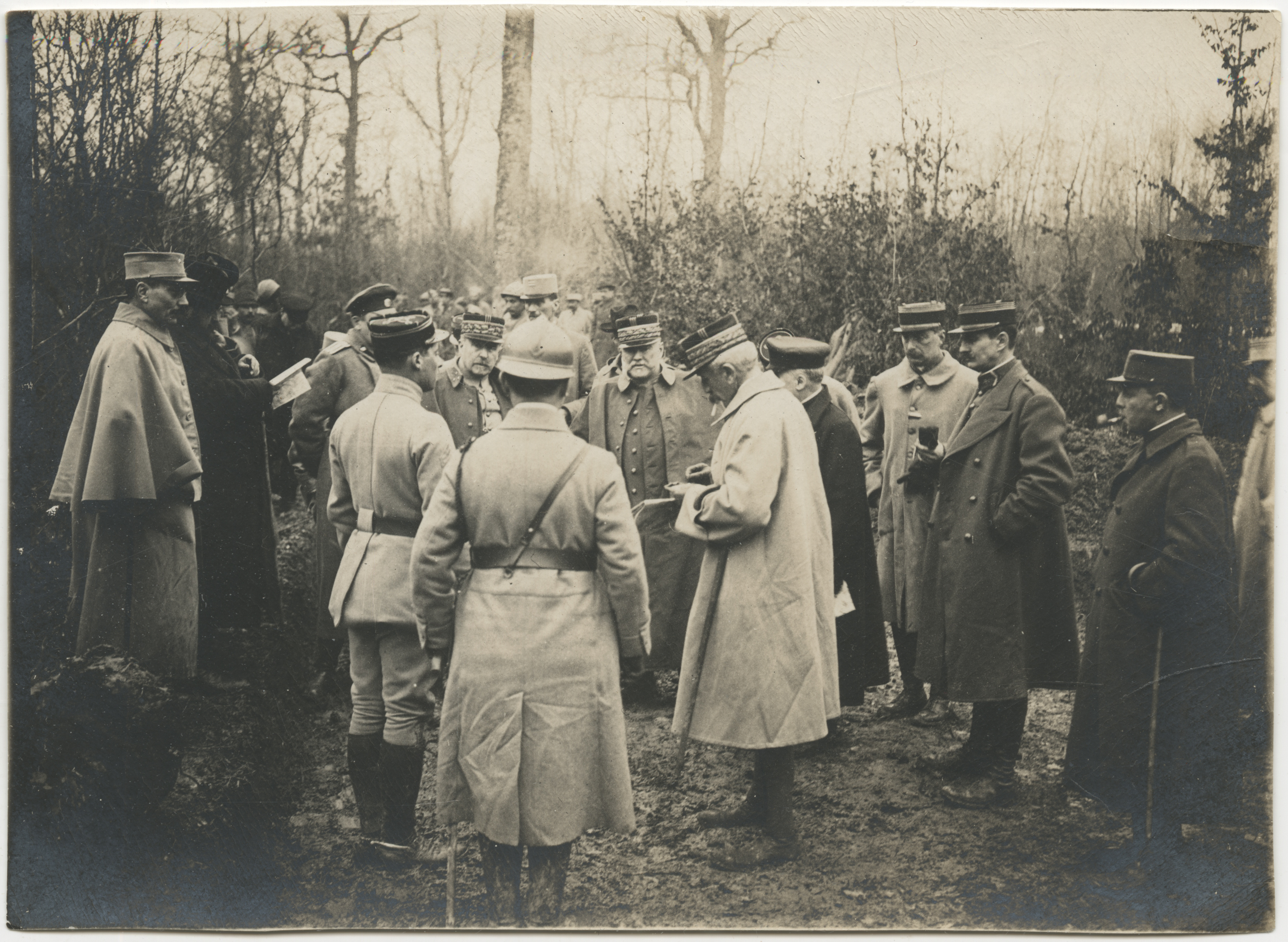
Fond de André Duchemin montrant, lors de la Grande Guerre l'état-major en forêt de Champenoux : Robert Nivelle, le général russe Ignatiev, Raymond Poincaré, Augustin Gérard, Hubert Lyautey, et Albert Thomas.

En 1913, le territoire communal est en cours de remembrement. Le géomètre est monsieur Bardin.
En septembre 1914, Champenoux est le théâtre de violents combats dans ce que les Français appellent la bataille du Grand Couronné.
Les combats de 1914 détruisent le bâtiment de gendarmerie à Brin-sur-Seille. Ne pouvant reloger les gendarmes, le ministère de la guerre loue provisoirement des immeubles à Champenoux. En 1920, le conseil municipal de Champenoux propose gratuitement au Gouvernement des terrains pour y construire une nouvelle gendarmerie, ce qui fut fait.

#### Barrès,persona non grataà Champenoux
Lors de la campagne électorale pour les élections législatives de 1898, il se produit à Champenoux un incident peu glorieux pour le principal intéressé, Maurice Barrès. L'écrivain est alors candidat à ces élections sous la bannière du général Boulanger. Pendant une réunion électorale, un perturbateur accuse Barrès d'avoir voulu épouser l'une des filles du bey de Tunis. Aussitôt, d'autres adversaires scandent : « parlez-nous de la moukère ». Une bagarre s'ensuit. Barrès est renversé pendant que « d'autres exaltés » détellent ses chevaux. Quelques jours plus tard, l'auteur de La Colline inspirée relate dans ses cahiers cet incident, usant de propos acerbes à l'égard des habitants de Champenoux, les rendant responsables d'un incident dû à des militants politiques qui n'habitaient probablement pas cette paisible commune. Dans le numéro 22 du journal L'Aurore en date du 8 mai 1898, un nommé Henri Leyret signe un article sarcastique à l'égard de Barrès et à propos de ce fait divers. Le texte est néanmoins teinté d'humour. Barrès ne fut pas élu pour cette mandature

## Politique et administration
| Période                                  | Période                   | Identité               | Étiquette | Qualité |
| ---------------------------------------- | ------------------------- | ---------------------- | --------- | ------- |
| Les données manquantes sont à compléter. |                           |                        |           |         |
| avant 1988                               | ?                         | Claude Bernard         | DVD       |         |
|                                          | 2001                      | Albert Malgras         |           |         |
| mars 2001                                | 2020                      | Henri-Philippe Guimont | UDI (PR)  |         |
| 2020                                     | En cours (au 27 mai 2020) | Serge Féger            |           |         |

## Population et société

### Démographie
L'évolution du nombre d'habitants est connue à travers les recensements de la population effectués dans la commune depuis 1793. Pour les communes de moins de 10 000 habitants, une enquête de recensement portant sur toute la population est réalisée tous les cinq ans, les populations de référence des années intermédiaires étant quant à elles estimées par interpolation ou extrapolation. Pour la commune, le premier recensement exhaustif entrant dans le cadre du nouveau dispositif a été réalisé en 2008.

En 2022, la commune comptait 1 566 habitants, en évolution de +15,06 % par rapport à 2016 (Meurthe-et-Moselle : −0,13 %, France hors Mayotte : +2,11 %).
| 1793 | 1800 | 1806 | 1821 | 1831 | 1836 | 1841 | 1846 | 1851 |
| ---- | ---- | ---- | ---- | ---- | ---- | ---- | ---- | ---- |
| 373  | 487  | 526  | 576  | 595  | 626  | 634  | 678  | 664  |

| 1856 | 1861 | 1872 | 1876 | 1881 | 1886 | 1891 | 1896 | 1901 |
| ---- | ---- | ---- | ---- | ---- | ---- | ---- | ---- | ---- |
| 582  | 617  | 640  | 637  | 564  | 503  | 489  | 479  | 499  |

| 1906 | 1911 | 1921 | 1926 | 1931 | 1936 | 1946 | 1954 | 1962 |
| ---- | ---- | ---- | ---- | ---- | ---- | ---- | ---- | ---- |
| 476  | 473  | 335  | 358  | 373  | 345  | 356  | 365  | 383  |

| 1968 | 1975 | 1982  | 1990  | 1999  | 2006  | 2008  | 2013  | 2018  |
| ---- | ---- | ----- | ----- | ----- | ----- | ----- | ----- | ----- |
| 417  | 644  | 1 004 | 1 041 | 1 124 | 1 195 | 1 215 | 1 216 | 1 469 |

| 2022  | - | - | - | - | - | - | - | - |
| ----- | - | - | - | - | - | - | - | - |
| 1 566 | - | - | - | - | - | - | - | - |

## Économie
- Agriculture et élevage.
- Locaux du centre régional de l'INRA de Nancy.

## Enseignement
Les élèves de la commune sont rattachés à l'académie de Nancy-Metz qui fait partie de la zone B. Le village possède une école maternelle et une école élémentaire.
Champenoux n'a pas de collège. Le collège public du secteur se trouve à Essey-lès-Nancy (collège Émile-Gallé).

## Culture locale et patrimoine

### Lieux et monuments

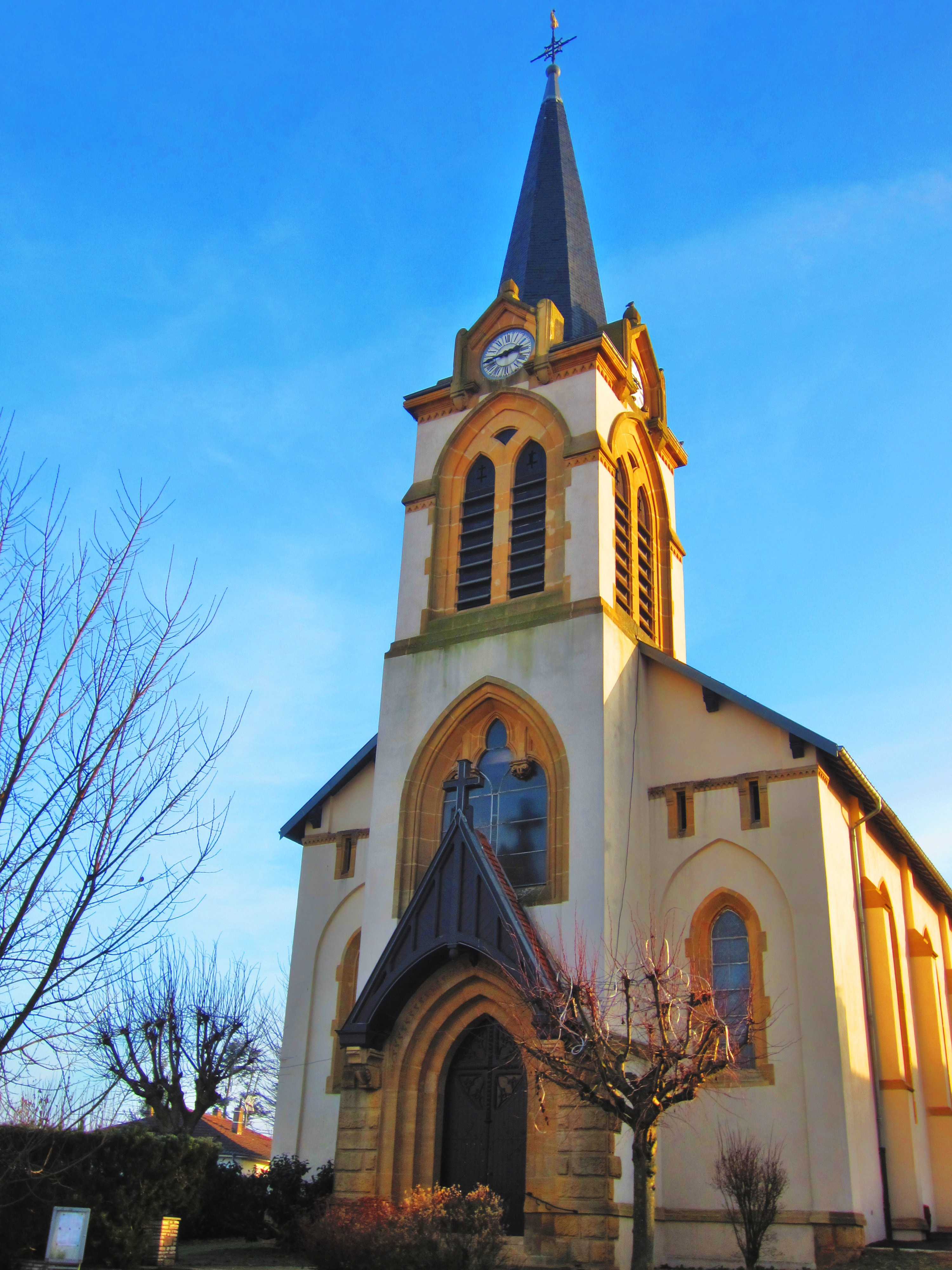
Église Saint-Barthélemy.

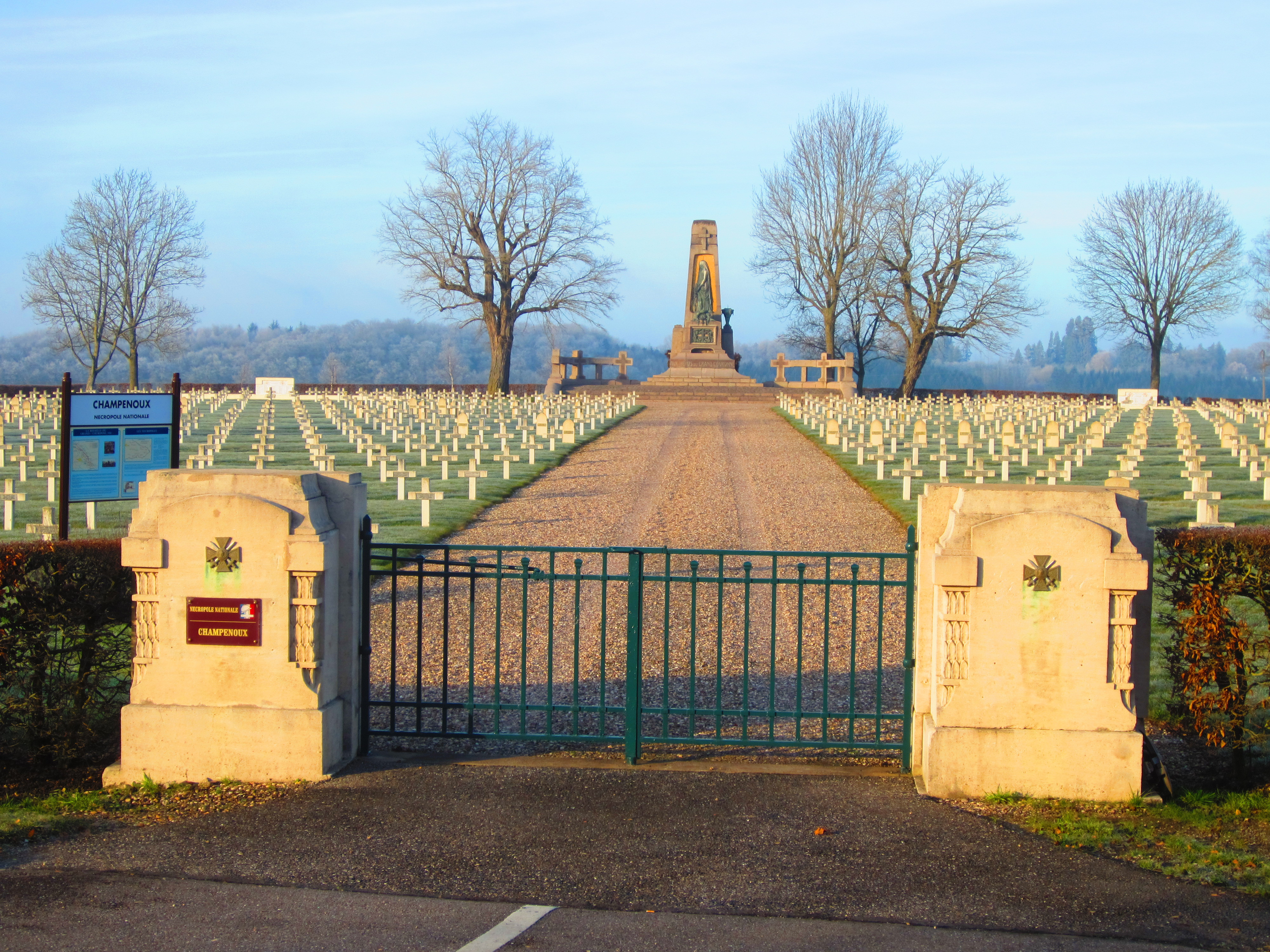
Cimetière militaire français.

- Monument en bronze et granit d'Eugène Gatelet.
- Cimetière militaire français de la Première Guerre mondiale, bataille du Grand-Couronné 1914.
- Église Saint-Barthélemy XVIIIe siècle.

### Personnalités liées à la commune
- Chanoine Charles Rolin, ancien curé de Champenoux et historien, auteur de plusieurs documents historiques dont deux font référence : La défense du Couronné de la Seille (1914) et La vie d'un Village Lorrain avant la Révolution : Champenoux (1210-1790). Ces deux publications ont été primées par l'Académie Française. Une rue de Champenoux porte son nom.
- César Méléra (1884-1918), officier de marine et écrivain tué à Champenoux le 25 octobre 1918. Son nom est inscrit au Panthéon parmi les 560 écrivains morts au combat pendant la Première Guerre mondiale.
- Claude Dhotel, dit C. Jérôme (1946-2000), chanteur, y a grandi, élevé par ses grands-parents.

### Héraldique
| Blason de Champenoux | Blason  | Blasonnement : parti de gueules au Saint Barthélemy d'argent auréolé d'or ; au 2e coupé d'azur à trois besants d'or au chef d'argent chargé d'un léopard de gueules, et d'azur à une tour d'argent maçonnée de sable accompagnée de trois croix fleuronnées d'or disposées 1-2. |
| Blason de Champenoux | Détails | Utilisé par la commune depuis 1990 |

### Blason populaire
Les habitants de Champenoux étaient surnommés en patois les paures ou les pouilloux (les pauvres ou les pouilleux). Il semble logique de relier ces surnoms à la présence sur le territoire d'un gagnage appelé le gagnage des pauvres. Sa propriétaire, Marguerite Regnard, avait affecté sur son bien une rente d'un résal de blé au profit des pauvres de Champenoux.